# 梓埠镇
梓埠镇，是中华人民共和国江西省上饶市万年县下辖的一个乡镇级行政单位。

## 行政区划
梓埠镇下辖以下地区：
玉津社区、乐安社区、周湾村、后张村、李家村、兰塘村、河东村、联合村、燃湖村、白竹村、余芦村、共和村、渡港村、椒源村和五一村。